# بطل إندونيسيا الوطني
بطل إندونيسيا الوطني (بالإندونيسية: Pahlawan Nasional Indonesia)‏ وهو أعلى لقب وطني يتم منحه في إندونيسيا. وتمنحه الحكومة الإندونيسية للأشخاص الذين قدموا أعمالا بطولية لخدمة الدولة والشعب والتي يمكن أن يتذكرها المواطنون في جميع الأوقات. ومُنح اللقب لأول مرة في سنة 1959 إلى السياسي الذي تحول إلى كاتب عبد المعز. وقد تم منح ما مجموعه 176 رجلًا و15 امرأةً هذا اللقب الوطني وجميعهم من مختلف أنحاء الأرخبيل الإندونيسي من عرقيات متعددة فمنهم السكان الأصليين والإندونيسيين الصينيين والإندونيسيين الأروبيين وغيرهم. ومن بين هؤلاء الأبطال رؤساء وزراء ومقاتلين وجنود وصحفيين ورجال دين.
وحددت وزارة الشؤون الاجتماعية بإندونيسيا سبعة معايير يجب على الفرد أن يحققها لكي يحصل على هذا اللقب وهي:
1. أن يكون مواطنًا إندونيسيًا متوفى قدّم خلال حياته عملًا عظيمًا للدولة.
2. استمر في نضاله طوال حياته وأدى أداءً يتجاوز حد الواجب عليه.
3. أن يكون تأثير أفعاله على نطاق وطني واسع.
4. أظهر درجة عالية من القومية.
5. أن يكون حسن الخلق وذا شخصية محترمة.
6. لم يستسلم أبدًا لأعدائه أو خصومه.
7. لم يرتكب أبدًا فعلًا مشينًا يضر بقيمة نضاله.